# Tupaia de peus llargs
La tupaia de peus llargs (Tupaia longipes) és una espècie de tupaia de la família dels tupàids. És originària de Brunei, Indonèsia i Malàisia. Està amenaçada per la pèrdua d'hàbitat.